# سبالاوية
سبالاوية (الاسم العلمي: Corypheae) هي قبيلة نباتية تتبع فصيلة الفوفلية من رتبة الفوفليات.

## أجناس
تضم هذه القبيلة جنس وحيد هو:
- السبال